# 旧维丘加
旧维丘加（羅馬化：Staraya Vichuga）是俄罗斯伊万诺沃州的市级镇，属维丘加区，位于维丘加区中部、伊万诺沃州东北部，在区行政中心维丘加北、州府伊万诺沃东北方。
该地2021年人口有4,615人；2010年人口5,325；2002年人口5,797；1989年人口6,137。